# Juan Manuel Gómez Silvera
Juan Manuel Gómez Silvera (Paysandú, 22 de febrero de 1990) es un futbolista uruguayo que juega como delantero.

## Trayectoria
Representó y debutó en primera división en torneos de OFI con el Club Atlético Juventud Unida de su ciudad natal en el año 2004. Sus buenas actuaciones en el equipo y en el Torneo Nacional Sub-15 con la selección de Paysandú, en el cual fue campeón lo llevaron a emigrar hacia la capital en 2005, con el fin de enrolarse a las divisiones formativas de Liverpool FC, donde permaneció hasta el año 2010. 
Durante el año 2011 debutó en primera división profesional jugando para el Club Sportivo Miramar Misiones, enfrentando a Central Español FC. A mediados de 2012 fichó por el Club Atlético Rentistas de la segunda división de Uruguay, finalizado el vínculo contractual regresó al fútbol de OFI, más precisamente al Club Atlético Tito Borjas de la ciudad de San José. 
En el año 2014 formó parte de la plantilla de la Institución Atlética Río Negro, permaneciendo allí durante tres temporadas, donde obtuvo dos títulos de Liga Mayor (2014 y 2016), y cuatro distinciones personales como goleador, dos de Liga Mayor de San José (2014 y 2015) y dos de la Copa de Clubes Campeones de OFI (2015 y 2016), a su vez en el año 2015 fue condecorado con el premio "Goleador del Interior", gracias a que logró convertir 36 goles durante el año calendario.
Sus buenas actuaciones le brindaron la posibilidad de regresar a la máxima categoría del fútbol profesional uruguayo, fichando en 2017 por Rampla Juniors Fútbol Club.
Firmó en Deportes Copiapó a mediados del año 2017, donde se mantuvo durante un año y medio para luego regresar a Institución Atlética Río Negro.

## Selección de Uruguay Juvenil
A nivel juvenil se destaca su actuación en Torneos Sudamericanos Juveniles representando a Uruguay, Bolivia 2005 (sub-15) y Ecuador 2007 (sub-17), marcando goles en cada uno de ellos.

## Clubes
| Club             | País    | Año             |
| ---------------- | ------- | --------------- |
| Miramar Misiones | Uruguay | 2011-2012       |
| Rentistas        | Uruguay | 2012            |
| Tito Borjas      | Uruguay | 2013            |
| Río Negro        | Uruguay | 2014-2016       |
| Rampla Juniors   | Uruguay | 2017            |
| Deportes Copiapó | Chile   | 2017-2018       |
| Río Negro        | Uruguay | 2019-Actualidad |